# Жанры аниме и манги
Жанры аниме и манги — группы произведений аниме и манги, выделяемые на основе сходных черт их внутреннего строения.
Многие из жанров являются схожими с литературными для манги и жанрами кино для аниме, но выделяют также специфические для данного вида произведений.

## По целевой аудитории
- Кодомо[1], полностью кодомомукэ манга (яп. 子供向け漫画) и кодомомукэ аниме (яп. 子供向けアニメ) — манга и аниме, предназначенные для детей до 12 лет. Отличительная особенность этого жанра — в его «детскости», отсутствии (иногда просто сильно упрощено) идейного наполнения. Сюда же можно добавить характерный рисунок. Часто кодомо-аниме очень близко к европейской или американской анимационной школе и сильно отличается от других видов аниме не только по рисунку, но и по построению сериала. Более того, неопытный глаз вряд ли отличит работу японских мастеров от других работ того же плана. Однако, все мультсериалы такого рода, при условии, что они создавались в Японии, принято считать одной из разновидностей аниме. Кодомо обычно рисуется без проявлений жесткости и грубости, часто несёт развлекательный характер. Примерами таких работ являются «Пчёлка Майя», «Грендайзер», «Гонщик Спиди»[2].
- Сёнэн — аниме для старших мальчиков и юношей (с 12 до 16-18 лет). Основные признаки жанра: быстрое развитие и ярко выраженный динамизм сюжета (особенно в сравнении с сёдзё). Произведения содержат множество юмористических сцен, основываются на темах крепкой мужской дружбы, любого вида соперничества в жизни, спорте или в боевых искусствах (например, Dragon Ball Z, Rurouni Kenshin)[3]. Девушки и женщины в сёнэн аниме часто изображаются преувеличенно красивыми и сексуальными, такое гипертрофирование служит для наилучшего проявления мужественности главных героев. Как вариант, множество красивых девушек стараются привлечь внимание одного героя (Tenchi Muyo!, Love Hina, Rosario+Vampire)[3]. Соответственно, поджанрами жанра сёнэн являются сэнтай, рассказывающий о приключениях небольшой постоянной команды персонажей (традиционно из 5 человек), борющихся с кем-либо или с чем-либо; спокон, повествующий о юных спортсменах, добивающихся успеха путём воспитания в себе воли к победе[2]; гарем, в котором персонаж мужского пола оказывается окружён большим количеством женщин. Для юношей более старшего возраста (например, студентов) существует отдельный жанр «сэйнэн».
- Сёдзё — аниме и манга для старших девочек и девушек (с 12 до 16-18 лет)[2]. В сюжете сёдзё аниме, как правило, присутствуют любовные отношения разной степени близости, в зависимости от возраста целевой аудитории, большое внимание уделяется развитию образов персонажей[4]. Как характерные черты можно отметить: преувеличенная условность рисунка (гротеско-юмористическая) или же, наоборот, утончённо-романтическая. Герои мужского пола выделяются внешними данными (Weiss Kreuz)[4]. Поджанром сёдзё является махо-сёдзё, рассказывающий о приключениях девочек, наделённых магической силой (например, «Сейлор Мун»)[2]. Реже встречается реверс-гарем, обратный гарем, когда одна девушка окружена парнями («Гостевой клуб лицея Оран»).
- Сэйнэн — аниме для взрослых мужчин (от 18 до 25-40 лет). Характерными чертами этого жанра являются элементы психологии, сатиры, эротики, больше внимания уделяется развитию персонажей[5]. Сэйнэн иногда путают с сёнэн, однако произведения в этом жанре реалистичнее и мрачнее (Maison Ikkoku, Ghost in the Shell), а сюжет не завязан на романтической истории, хотя любовная история может присутствовать (Monster, Berserk). В редких случаях аниме или манга в жанре сэйнэн нацелены на бизнесменов в возрасте более 35-40 лет.
- Дзёсэй — аниме или манга для женщин[6]. Сюжет чаще всего описывает повседневную жизнь женщины, живущей в Японии. Как правило, часть повествования отводится под события из школьной жизни главной героини (именно в это время она знакомится с другими действующими лицами и происходит завязка сюжета). Стиль рисунка, используемый в дзёсэе, немного более реалистичен, чем в сёдзё, однако сохраняет в себе некоторые его характерные особенности. Опять-таки, в отличие от сёдзё, любовные отношения изображены в дзёсэе намного более проработанно (Paradise Kiss, Honey and Clover).

## По сеттингу
- Апокалиптика — разновидность аниме и манги, повествующая о наступлении конца света[7].
- Боевик — жанр, изобилующий сценами боевого противостояния[7].
- Боевые искусства (какуто манга) — жанр аниме, сюжет которого связан с противостоянием мастеров различных боевых искусств[7]. Изначально поджанр спортивных историй[8].
- Детектив (суири манга) — жанр, описывающий исследование и раскрытие загадочного происшествия (обычно преступления) или серии необычных происшествий[9]. Манга в этом жанре начала появляться в 1950-е годы[9].
  - Полицейский боевик — жанр, описывающий действия полиции по вычислению и ловле преступника[7].
  - Школьный детектив — жанр произведений, в котором в роли детективов выступают персонажи-школьники[7].
- Добуцу — аниме о человекоподобных «пушистых» существах. Происходит от японского слова «добуцу» (яп. 動物), что означает «животное»[7].
- Драма — жанр драматико-трагического повествования. Встречается в аниме редко[7]. Один из основных признаков — отсутствие ярко выраженного «счастливого конца»[7].
- Идолы — аниме, действие которого связано с поп-звездами и музыкальным бизнесом[7].
- Икудзи — жанр аниме и манги, в котором повествование строится вокруг необходимости заботиться о ребёнке[10].
- Исторические произведения (рэкиси манга) — жанр произведений, характеризующийся тем, что их действия разворачиваются на фоне реальных исторических событий[7]. Популярным сеттингом являются Западная Европа и Британия, но большинство таких произведений разворачивается в Японии[11].
  - Дзидайгэки — историческая драма, действие которой разворачивается на фоне событий из истории Японии, чаще всего, но необязательно, в период Эдо[12].
  - Самурайский боевик (тямбара) — историко-приключенческий жанр произведений о сражениях самураев и ниндзя[7].
- Кайто (также phantom thieves — «благородные разбойники») — жанр произведений, в котором основными действующими лицами являются мастерские воры[13]. Появление жанра вдохновлено работами западных авторов, таких, как Морис Леблан и Уильям Хорнунг, а также легендами о таких героях, как Робин Гуд или Исикава Гоэмон[13]. Герои произведений жанра обычно мастера иллюзий и маскировки, объявляют о своих преступлениях заранее и избегают насилия[13]. Возбуждение от проведённых операций, переодевание персонажей, умные гаджеты, сложные ловушки и противостояние между вором и преследующим его детективом, всегда отстающим лишь на полшага, — главные элементы жанра[13].
- Киберпанк — жанр, рассказывающий о мире будущего, в котором жизнь определяют компьютерные технологии[7]. Часто картины такого будущего представлены мрачными и антиутопическими[7].
- Комедия — жанр, характеризующийся наличием юмористических сцен, в том числе пародий, комедии положений, словесных и прикладных шуток[7].
- Махо-сёдзё — жанр сёдзё, рассказывающий о приключениях девочки, обладающей магическими способностями, «девочки-волшебницы»[7]. Основы жанра были заложены двумя произведениями — «Ведьма Салли» и Himitsu no Akko-chan, и позже расширены при совмещении с жанром сэнтай в «Сейлор Мун»[14]. Со временем, кроме магических способностей главной героини, к описанию жанра добавились и другие заметные элементы — перевоплощения, специальные костюмы, сокрытие настоящей личности и наличие животного-маскота[14]. Первые из них делают жанр схожим с историями супергероев[14]. Произведения этого жанра концентрируются на проблемах женского взросления[7]. В то же время несмотря на то, что жанр относится к сёдзё, некоторые произведения в этом жанре создаются с ориентацией на мужскую аудиторию[14].
- Моэ — сленговое обозначение, появившееся в 1990-х годах, для жанра произведений, в которых центральными персонажами являются юные и милые героини[12]. В отличие от лоликона моэ фокусируется на платонических отношениях и повседневных ситуациях и часто описывается как «милое, просто чтобы быть милым» (англ. cuteness for cuteness’ sake)[12].
- Ме́ха — жанр, характеризующийся активным использованием «гигантских боевых человекоподобных роботов», как правило, самодвижущихся, не имеющих реальных прототипов, обозначаемых этим же словом[7].
- Мистика — жанр, рассказывающий о взаимодействии людей с сверхъестественными силами, не поддающимся логичному описанию, в отличие от магии в фэнтези[7]. Часто подобное взаимодействие влечет различные моральные проблемы[7].
- Научная фантастика (НФ) — произведение, действие которого связано с существованием и использованием техники, не существовавшей на момент создания этого аниме (межзвёздных космических кораблей, бластеров и т. д.) Обычно произведения в этом жанре излагают возможную историю будущего человечества, часто сюжеты связаны с контактами с пришельцами[7].
  - Космическая опера — разновидность научной фантастики, концентрирующаяся на войнах, проходящих с активным использованием космических кораблей[7].
- Отаку — разновидность аниме, содержащая ссылки на жизнь и деятельность отаку[7].
- Парапсихология — жанр аниме, действие которого связано с парапсихическими силами (телепатия, телекинез, гипноз)[7].
- Паропанк/Стимпанк (от англ. steampunk) — жанр аниме и манги, рассказывающий об альтернативных нашему мирах, находящихся на уровне технического развития Европы конца XIX века[7]. Этот период характеризуется началом революции технических средств передвижения — появление дирижаблей, аэропланов, паровозов, пароходов, паровых автомобилей и всего, что может работать за счет паровых технологий[7]. Паропанк возник как альтернатива киберпанку. Если киберпанк обычно основывается на футуристической эстетике, то паропанк — на эстетике ретро[7].
- Повседневность — жанр, повествующий о жизни обычных людей, чаще всего японцев среднего класса[7].
- Постапокалиптика — разновидность аниме и манги, повествующая о жизни после конца света[7].
- Психологический триллер — жанр аниме, описывающий «злоключения человеческой души». Попадая в тяжелые ситуации, герои таких аниме переживают сложные и непредсказуемые психологические изменения[7].
- Путешествие между мирами (или исэкай) — жанр, в котором главный герой или герои перемещаются между параллельными мирами, обычно между современной Японией и фэнтези-миром[7]. Одними из первых классических представителей жанра, появившихся до начала 1990-х годов, обозревателем Anime News Network Майком Тулом выделяются Fire Tripper, Aura Battler Dunbine и Genmu Senki Leda[15].
- Романтика — жанр, повествующий о любовных переживаниях[7].
- Рыболовная манга (цури манга) — жанр произведений, связанных с рыбной ловлей. Классическим примером может служить Tsuru-Baka Nisshi[16].
- Семейная манга (кадзоку манга) — жанр манги, рассказывающий о жизни семьи и детей в ней[10]. Некоторые из самых продолжительных произведений относятся к этому жанру, например, Sazae-san[10].
- Сказка — жанр аниме, чаще всего кодомо, экранизация классических сказок[7].
- Социальный фильм — аниме, рассматривающее актуальные общественные проблемы современности. Нечистые на руку политики, коррумпированные чиновники, лидеры профсоюзов, задержанная или вовсе не выплаченная зарплата, бюрократические махинации и общее народное недовольство по этому поводу составляют главную сюжетную интригу социальных фильмов[7].
- Спокон — жанр, повествующий о юных спортсменах, добивающихся успеха благодаря своей воле к победе[7]. Название является объединением слов «спорт» и «кондзё» («сила воли»)[7].
- Токусацу — жанр о противостоянии диких монстров и странных супергероев[17]. Изначально обозначал японские игровые фильмы и сериалы с обилием спецэффектов, но позже стал обозначать и другие продукты, выполненные на их основе или с использованием схожих штампов[17].
  - Сэнтай — жанр, рассказывающий о приключениях небольшой постоянной команды персонажей, сражающейся против кого-то или чего-то[7]. Описывает тип японских сериалов, в которых персонажи одеваются в маски и костюмы разных цветов[12], в частности команду из пяти «разноцветных» персонажей, часто имеющих в своем распоряжении гигантского робота[17].
- Фэнтези — жанр произведений, рассказывающий о мирах, которыми правит «меч и магия» в противовес технологии в научной фантастике. Кроме людей, персонажами часто являются разнообразные мифологические существа — эльфы, гномы, драконы, а также боги и демоны[7].

## Жанры эротики
- Бара — жанр аниме и манги, описывающий мужские гомосексуальные отношения и предназначенный для мужчин-гомосексуалов.
- Лоликон — жанр аниме, описывающий сексуальные отношения, в которые вовлечены несовершеннолетние — или выглядящие такими — женские персонажи[12]. Жанр зародился в 1980-е годы[12]. Его название образовано от «комплекс Лолиты»[12].
- Рэдикоми (от англ. ladies' comics) — сексуальная манга, ориентирующаяся на женщин, поджанр дзёсэй-манги. Изначально термин использовался как синоним дзёсэй-манги и иногда встречается в таком значении в Японии до сих пор[12].
- Сёдзё-ай — жанр аниме, описывающий любовь девушки к девушке. Отличается от юри отсутствием откровенных сцен.
- Сёнэн-ай — жанр аниме, описывающий любовь привлекательных мужчин или юношей друг к другу, является поджанром сёдзё-манги[12]. Отличается от яоя отсутствием откровенных сцен.
- Сётакон — жанр аниме, описывающий сексуальные отношения, в которых участвуют несовершеннолетние — или выглядящие такими — мальчики[12]. Название образовано от «комплекс Сётаро», где Сётаро — главный герой манги Tetsujin 28-go[12].
  - Кинсёта (筋ショタ) — поджанр сётакона, в котором участвуют юноши среднего школьного возраста с крепкой, не по годам развитой мускулатурой.
- Хентай — жанр аниме, в котором содержатся эротические или порнографические сцены[7].
- Этти — жанр аниме, ключевой особенностью которого является показ эротических сцен. В отличие от хентая этти не показывает сексуальные отношения напрямую, фансервис — использование различных намёков на эротику, например, показ персонажей (как правило женского пола, поскольку целевой аудиторией этти являются юноши) в двусмысленных позах, использование таких ракурсов обзора, при которых зритель видит нижнее бельё персонажа (панцушот), акцент на грудь и ягодицы, которые часто изображаются в преувеличенном виде, различные неловкие ситуации, в которые попадает мужской персонаж (случайное появление в женской бане или раздевалке, падение на девушку и т. п.).
- Юри — жанр аниме и манги, описывающий женские лесбийские отношения[7].
- Яой — жанр аниме и манги, описывающий мужские гомосексуальные отношения. Работы этого жанра предназначены для женской аудитории[7].